# Nerpio
Nerpio – gmina w Hiszpanii, w prowincji Albacete, w Kastylii-La Mancha, o powierzchni 435,78 km². W 2011 roku gmina liczyła 1478 mieszkańców.